# Leptis Magna (stolica tytularna)
Leptis Magna (łac. Diocesis Leptimagnensis) – stolica historycznej diecezji we Cesarstwie rzymskim w prowincji Trypolitania, zlikwidowana w VII w. podczas ekspansji islamskiej, współcześnie w północnej Libii. Obecnie katolickie biskupstwo tytularne. 

## Biskupi tytularni
| Lp. | Biskup               | Funkcja                                     | Od                | Do               |
| --- | -------------------- | ------------------------------------------- | ----------------- | ---------------- |
| 1   | Ludovico Antomelli   | wikariusz apostolski Libii                  | 23 lutego 1913    | 10 marca 1919    |
| 2   | Monalduzio Leopardi  | biskup koadiutor Recanati i Loreto (Włochy) | 26 maja 1922      | 20 grudnia 1926  |
| 3   | Jean Delay           | biskup pomocniczy Lyonu (Fancja)            | 10 sierpnia 1928  | 14 sierpnia 1937 |
| 4   | Alfonso Ferrandina   | biskup pomocniczy Neapolu (Włochy)          | 13 kwietnia 1938  | 15 lutego 1955   |
| 5   | Hermann Schäufele    | biskup pomocniczy Fryburga (Niemcy)         | 11 kwietnia 1955  | 14 czerwca 1958  |
| 6   | Wilhelm Pluta        | biskup pomocniczy wrocławski                | 4 lipca 1958      | 28 czerwca 1972  |
| 7   | John Buckley         | biskup pomocniczy Cork i Ross (Irlandia)    | 16 marca 1984     | 19 grudnia 1997  |
| 8   | Thomas Yeh Sheng-nan | nuncjusz apostolski                         | 10 listopada 1998 |                  |